# Saison 2025-2026 du Raja Club Athletic
Chronologie
Saison précédente
La saison 2025-2026 du Raja Club Athletic est la 77e saison de l'histoire du club depuis sa fondation le 20 mars 1949. Elle fait suite à la saison 2023-2024 qui a vu le Raja finir le championnat en 5e position. 
Au titre de cette saison, le Raja CA est engagé dans deux compétitions officielles: Le Championnat du Maroc et la Coupe du Trône.

## Avant-saison

### Assemblée générale
Le club fixe le 7 juillet 2025 comme date de l'assemblée générale qui devra élire le nouveau président du club et son comité. Trois candidats sont en lice pour la présidence; Jawad Ziyat, Abdellah Biraouine et Said Hasbane.
Ziyat est soutenu par la grande majorité des supporters. Lors de son premier passage au club entre 2018 et 2020, il a réussi à redresser le club alors qu'il souffrait d'une crise financière profonde et remporte trois titres. Biraouine assure l'intérim à la suite de la démission d’Adil Hala en janvier 2025, tandis que Said Hasbane fait face à une opposition ferme à cause de sa gestion catastrophique du club entre 2016 et 2018.
L'assemblée se tiendra dans un contexte où le club s'apprête à franchir une étape majeure dans sa restructuration avec l'activation de sa société anonyme. Jawad Ziyat déclare à Médias 24 que son premier objectif est de mener à bien le lancement du partenariat stratégique avec Marsa Maroc. Ce projet, dévoilé fin mai par le Conseil consultatif du club, prévoit la montée en puissance d'un nouvel acteur clé : la société sportive du Raja, dotée d'un capital de 250 millions de dirhams (MDH), dont 150 MDH seront injectés par Marsa Maroc sur trois saisons.
En échange, l'opérateur portuaire détiendrait 60% du capital pendant 10 ans, tandis que l'association du Raja en conserverait 40% grâce à l'apport en nature de ses actifs (équipe A, centre de formation et droits sur la marque). Cette structuration vise une professionnalisation profonde de la gouvernance du club, avec un conseil d'administration indépendant, une séparation entre les fonctions sportives et administratives, et une feuille de route pluriannuelle inspirée des standards de clubs européens. À terme, l'objectif est de multiplier par trois le chiffre d'affaires du club, pour le faire passer de 100 à 300 MDH par an, selon les projections avancées par Jawad Ziyat.
Le 7 juillet 2025, après une assemblée marathonienne de plus de huit heures, Jawad Ziyat et Abdellah Biraouine passent le premier tour avec respectivement 67 et 40 voix, contre 35 pour Said Hasbane. Le deuxième tour est remporté par Jawad Ziyat avec 91 suffrages contre 43 pour Biraouine, pour qu'il soit officiellement désigné comme président du club. Le Parlement du Raja a également approuvé à l’unanimité l'activation de la société sportive du club et le projet de partenariat avec Marsa Maroc.

### Partenariat avec Marsa Maroc
Le 2 août 2025, Jawad Ziyat et Driss Agoujjim, directeur financier de Marsa Maroc et président de Ports4Impact, signent un partenariat stratégique pour l'activation de la société Raja Club Athletic SA, avec la présence de Fouzi Lekjaa. Ports4Impact, entité porteuse de la politique RSE de Marsa Maroc, entre dans le capital du Raja à hauteur de 60%, pour un apport de 150 millions de DH étalé sur 3 années, tandis que l'association Raja CA conserve 40% des parts.
En 1987, l'Office d'Exploitation des Ports (ODEP), prédécesseur de Marsa Maroc, a lancé son parrainage du Raja qui est devenu, au fil des années, un engagement fort et renouvelé au fil des saisons, poursuivi depuis par Marsa Maroc. Ports4Impact précise que cette opération ne s’inscrit pas dans un objectif de rentabilité financière, mais elle traduit une volonté de prolonger cette alliance historique et de contribuer à la reconstruction du club, au-delà de toute considération lucrative. Si des bénéfices venaient à être générés, ils seront réinjectés intégralement dans le club. 
Le rôle de Ports4Impact sera exclusivement axé sur les domaines dans lesquels Marsa Maroc dispose d’une expertise avérée et où elle pourrait apporter une valeur ajoutée en matière de gouvernance. En sa qualité d’actionnaire majoritaire de la société Raja Club Athletic S.A., Ports4Impact en désignera le président, qui sera chargé de piloter les activités relevant de la gestion institutionnelle du club. Le gestion sportive continuera à être assurée par l'association à travers ses propres organes dirigeants.

### Résolution des litiges
Le 18 août 2025, le club annonce avoir réglé l’ensemble de ses litiges locaux et internationaux, qui avaient entraîné des interdictions d’enregistrement des nouveaux joueurs pour la saison 2025-2026. Le club précise que 31 millions de dirhams ont été mobilisés pour régler 36 dossiers, incluant également des pré-litiges, des mises en demeure ainsi que des protocoles de résiliation,.

## Préparation
L'équipe effectuera son camp de préparation à Agadir durant deux semaines à partir du 14 juillet 2025,. 

## Mercato d'été
| Joueur              | Poste             | Type de transfert      | Durée        | Provenance/Destination | Source |
| ------------------- | ----------------- | ---------------------- | ------------ | ---------------------- | ------ |
| Arrivées            |                   |                        |              |                        |        |
| Badr Benoun         | Défenseur         | Transfert libre        | 2 ans (2027) | Qatar SC               | [ 15 ] |
| Moses Orkuma        | Milieu de terrain | Transfert libre        | 2 ans (2027) | US Monastir            | [ 16 ] |
| Víctor Ábrego       | Attaquant         | Fin de prêt            | Fin de prêt  | Nacional Potosí        | [ 17 ] |
| Mohamed Makahasi    | Milieu de terrain | Transfert libre        | 2 ans (2027) | Al Wehda               | [ 18 ] |
| Khalid Kbiri Alaoui | Gardien de but    | Transfert              | 3 ans (2028) | OC Safi                | [ 19 ] |
| Bilal Ould-Chikh    | Attaquant         | Transfert libre        | 2 ans (2027) | FC Volendam            | [ 20 ] |
| Othmane Chraibi     | Milieu de terrain | Transfert libre        | 2 ans (2027) | FC Metz                | [ 21 ] |
| Ismail Khafi        | Attaquant         | Transfert              | 2 ans (2027) | Qadsia SC              | [ 22 ] |
| Mouad Dahak         | Attaquant         | Prêt                   | 1 an (2026)  | Union Touarga          | [ 23 ] |
| Départs             |                   |                        |              |                        |        |
| Yasser Baldé        | Défenseur         | Fin de contrat         | -            | -                      | [ 24 ] |
| Federico Bikoro     | Milieu de terrain | Résiliation de contrat | -            | -                      | [ 25 ] |
| Abderahmane Soussi  | Attaquant         | Résiliation de contrat | -            | -                      | [ 25 ] |
| Benaissa Benamar    | Défenseur         | Résiliation de contrat | -            | -                      | [ 26 ] |
| Hani Amamou         | Défenseur         | Résiliation de contrat | -            | -                      | [ 27 ] |
| Mouhsine Bodda      | Milieu de terrain | Résiliation de contrat | -            | -                      | [ 28 ] |
| Houssine Rahimi     | Attaquant         | Fin de contrat         | 4 ans (2029) | Al Ain FC              | [ 29 ] |

## Mercato hivernal
| Joueur   | Poste | Type de transfert | Durée | Provenance/Destination | Source |
| -------- | ----- | ----------------- | ----- | ---------------------- | ------ |
| Arrivées |       |                   |       |                        |        |
| -        | -     | -                 | -     | -                      | -      |
| Départs  |       |                   |       |                        |        |
| -        | -     | -                 | -     | -                      | -      |

## Compétitions

### Coupe du trône
La Coupe du trône 2024-2025 est la 69e édition de la Coupe du Trône de football sous l'égide de la Fédération royale marocaine de football depuis sa création en 1956. C'est une compétition à élimination directe, organisée annuellement et ouverte aux clubs amateurs et professionnels affiliés à la FRMF. Le vainqueur de la Coupe s'offre une place en Coupe de la confédération, s'il n'est pas déjà qualifié pour la Ligue des champions de la CAF.
Le Raja CA totalise 9 titres dans cette compétition, dont le dernier a été remporté en 2024 sous la houlette de Josef Zinnbauer.
| Date       | Tour           | Adversaire | Lieu | Score | Buteurs | Passeurs | Rapport |
| ---------- | -------------- | ---------- | ---- | ----- | ------- | -------- | ------- |
| --/--/2025 | 1/16 de finale | -          | -    | -     | -       | -        | -       |

### Championnat
La Botola 2025-2026 est la 98e édition du championnat du Maroc de football et la 70e édition sous l'égide de la Fédération royale marocaine de football depuis sa création en 1956. La division oppose seize clubs en une série de trente rencontres, chaque club se rencontrant à deux reprises. Les meilleurs du championnat se qualifient pour les coupes d'Afrique que sont la Ligue des Champions pour le champion et vice-champion, et la Coupe de la confédération pour le troisième.
Le Raja CA participe à cette compétition pour la 70e fois de son histoire et n'a jamais quitté l'élite du football marocain depuis la première édition de 1956-1957, un record national.

#### Journées 1 à 10
| Date       | J.  | Adversaire        | Lieu                                | Score | Buteurs | Passeurs | Rapport |
| ---------- | --- | ----------------- | ----------------------------------- | ----- | ------- | -------- | ------- |
| 12/09/2025 | 1re | Fath US           | Stade olympique de Rabat, Rabat     | -     | -       | -        | -       |
| --/--/2025 | 2e  | AS FAR            | Stade Mohammed-V, Casablanca        | -     | -       | -        | -       |
| --/--/2025 | 3e  | DH El Jadida      | Stade Ben-Ahmed-El-Abdi, El Jadida  | -     | -       | -        | -       |
| --/--/2025 | 4e  | Maghreb AS        | Stade Mohammed-V, Casablanca        | -     | -       | -        | -       |
| --/--/2025 | 5e  | Wydad AC          | Stade Mohammed-V, Casablanca        | -     | -       | -        | -       |
| --/--/2025 | 6e  | Olympique Dcheira | Stade Mohammed-V, Casablanca        | -     | -       | -        | -       |
| --/--/2025 | 7e  | RS Berkane        | Stade municipal de Berkane, Berkane | -     | -       | -        | -       |
| --/--/2025 | 8e  | Kawkab Marrakech  | Stade Mohammed-V, Casablanca        | -     | -       | -        | -       |
| --/--/2025 | 9e  | US Touarga        | Stade 18 Novembre, Khémisset        | -     | -       | -        | -       |
| --/--/2025 | 10e | RCA Zemamra       | Stade Mohammed-V, Casablanca        | -     | -       | -        | -       |

#### Journées 11 à 20
| Date       | J.  | Adversaire           | Lieu                              | Score | Buteurs | Passeurs | Rapport |
| ---------- | --- | -------------------- | --------------------------------- | ----- | ------- | -------- | ------- |
| --/--/2025 | 11e | COD Meknès           | Stade d'honneur de Meknès, Meknès | -     | -       | -        | -       |
| --/--/2025 | 12e | US Yacoub El Mansour | Stade Mohammed-V, Casablanca      | -     | -       | -        | -       |
| --/--/2025 | 13e | IR Tanger            | Stade Mohammed-V, Casablanca      | -     | -       | -        | -       |
| --/--/2025 | 14e | HUS Agadir           | Stade Adrar, Agadir               | -     | -       | -        | -       |
| --/--/2025 | 15e | OC Safi              | Stade Mohammed-V, Casablanca      | -     | -       | -        | -       |
| --/--/2026 | 16e | Fath US              | Stade Mohammed-V, Casablanca      | -     | -       | -        | -       |
| --/--/2026 | 17e | AS FAR               | Stade olympique de Rabat, Rabat   | -     | -       | -        | -       |
| --/--/2026 | 18e | DH El Jadida         | Stade Mohammed-V, Casablanca      | -     | -       | -        | -       |
| --/--/2026 | 19e | Maghreb AS           | Stade de Fès, Fès                 | -     | -       | -        | -       |
| --/--/2026 | 20e | Wydad AC             | Stade Mohammed-V, Casablanca      | -     | -       | -        | -       |

#### Journées 21 à 30
| Date       | J.  | Adversaire           | Lieu                          | Score | Buteurs | Passeurs | Rapport |
| ---------- | --- | -------------------- | ----------------------------- | ----- | ------- | -------- | ------- |
| --/--/2026 | 21e | Olympique Dcheira    | Stade Adrar, Agadir           | -     | -       | -        | -       |
| --/--/2026 | 22e | RS Berkane           | Stade Mohammed-V, Casablanca  | -     | -       | -        | -       |
| --/--/2026 | 23e | Kawkab Marrakech     | Stade de Marrakech, Marrakech | -     | -       | -        | -       |
| --/--/2026 | 24e | US Touarga           | Stade Mohammed-V, Casablanca  | -     | -       | -        | -       |
| --/--/2026 | 25e | RCA Zemamra          | Stade Ahmed Choukri, Zemamra  | -     | -       | -        | -       |
| --/--/2026 | 26e | COD Meknès           | Stade Mohammed-V, Casablanca  | -     | -       | -        | -       |
| --/--/2026 | 27e | US Yacoub El Mansour | Stade Al Barid, Rabat         | -     | -       | -        | -       |
| --/--/2026 | 28e | IR Tanger            | Stade Ibn-Batouta, Tanger     | -     | -       | -        | -       |
| --/--/2026 | 29e | HUS Agadir           | Stade Mohammed-V, Casablanca  | -     | -       | -        | -       |
| --/--/2026 | 30e | OC Safi              | Stade El Massira, Safi        | -     | -       | -        | -       |

## Statistiques

### Statistiques collectives
| Compétition    | Résultat | Matches joués | Gagnés | Nuls | Perdus | Buts pour | Buts contre | Différence |
| -------------- | -------- | ------------- | ------ | ---- | ------ | --------- | ----------- | ---------- |
| Botola         | -        | 0             | 0      | 0    | 0      | 0         | 0           | 0          |
| Coupe du Trône | -        | 0             | 0      | 0    | 0      | 0         | 0           | 0          |
| Total          | Total    | 0             | 0      | 0    | 0      | 0         | 0           | 0          |

### Statistiques individuelles

#### Statistiques des buteurs
| Rang                | Joueur | Botola | Coupe du trône | Coupe arabe des clubs champions | Total |
| ------------------- | ------ | ------ | -------------- | ------------------------------- | ----- |
| 1                   |        |        |                |                                 |       |
| 2                   |        |        |                |                                 |       |
| 3                   |        |        |                |                                 |       |
| 4                   |        |        |                |                                 |       |
| 5                   |        |        |                |                                 |       |
| 6                   |        |        |                |                                 |       |
| 7                   |        |        |                |                                 |       |
| 8                   |        |        |                |                                 |       |
| 9                   |        |        |                |                                 |       |
| 10                  |        |        |                |                                 |       |
| But contre son camp |        |        |                |                                 |       |
| Total               | Total  | 0      | 0              | 0                               | 0     |

(Les chiffres ci-dessus ne sont valables que pour les matchs officiels)

#### Statistiques des passeurs
| Rang  | Joueur | Botola | Coupe du trône | Coupe arabe des clubs champions | Total |
| ----- | ------ | ------ | -------------- | ------------------------------- | ----- |
| 1     |        |        |                |                                 |       |
| 2     |        |        |                |                                 |       |
| 3     |        |        |                |                                 |       |
| 4     |        |        |                |                                 |       |
| 5     |        |        |                |                                 |       |
| 6     |        |        |                |                                 |       |
| 7     |        |        |                |                                 |       |
| 8     |        |        |                |                                 |       |
| Total | Total  | 0      | 0              | 0                               | 0     |